# Ruta de Illinois 7
La Ruta de Illinois 7, y abreviada IL 7 (en inglés: Illinois Route 7) es una carretera estatal estadounidense ubicada en el estado de Illinois. La carretera inicia en el sur desde la US 6     en Rockdale hacia el norte en la IL 43     en Worth. La carretera tiene una longitud de 45,2 km (28.06 mi).

## Mantenimiento
Al igual que las autopistas interestatales, y las rutas federales y el resto de carreteras estatales, la Ruta de Illinois 7 es administrada y mantenida por el Departamento de Transporte de Illinois por sus siglas en inglés IDOT.

## Cruces
La Ruta de Illinois 7 es atravesada principalmente por la  I 80     en Rockdale
 US 52     en Joliet
 US 30     en Joliet
 I 355     en Lockport
 US 6     en Orland Park.